# Taryn Cokayne
Taryn Cokayne, née le 6 septembre 1983 à Johannesbourg, est une nageuse sud-africaine.

## Carrière
Taryn Cokayne remporte la médaille d'or du 200 mètres dos et la médaille d'argent du 100 mètres dos aux Championnats d'Afrique de natation 1998 à Nairobi. Aux Jeux africains de 1999 à Johannesbourg, elle est médaillée d'argent du 200 mètres dos.